# Насакин, Роман Карлович
Роман Карлович Насакин (27 марта 1787, Ваддемойс — 19 мая 1831, Остроленка) — генерал-майор, в составе Корпуса военных топографов в 1816—1819 — руководил съёмкой военных поселений в Новгородской губернии.

## Биография
Роман Карлович родился на мызе Ваддемойс (нем. Waddemois) (ныне деревня Ваймыйза, волость Мярьямаа, Эстония)  в семье лейтенанта Карла Йохана Насакина и Йоханны Беаты Фишбах. Он был вторым ребёнком в семье — у него была старшая сестра Шарлотта Доротея Луиза, а также две младших сестры: Генриетта Августа и Елена Беата.

## Семья
5 марта 1810 женился на Каролине Ловисе Талене Бергенстроле, от которой у него родилось двое детей: Михаил и Карл Фердинанд.
29 марта 1822 женился на Ловисе Каролине Густаве Бергенстроле, от которой у него родилось пять детей: Эмилия Ловиса София, Йоханна Элизабет, Николай, Александр, Райнхольд Питер.

## Карьера
С 5.5.1802 юнкер 3-го стрелкового полка.

С 28.10.1804 прапорщик.

С 17.11.1807 лейтенант.

Участвовал в кампании против французской армии в Германии в 1806—1807 годах, а также в Финляндской войне в 1808—1809 годах.

24.11.1808 повышен в звании до штабс-капитана за храбрость.

Transp. till kvartermästareavdelningen av kejs.

С 26.01.1809 в свите.

С 26.04.1809 капитан-лейтенант.

Участвовал в войнах против Франции 1812—1814 годов: Отечественная война 1812 года и Война шестой коалиции.

Получил золотую саблю с надписью: за храбрость.

С 18.5.1813 полковник.

Получил Медаль «За взятие Парижа».

19.2.1816 подал в отставку.

Ånyo i tjänst som överste vid kejs.

С 7.12.1821 в свите.

С 16.2.1824 Дивизионный квартирмейстер 1-й гренадерской дивизии.

Оберквартирмейстер военных поселений гренадеров с 18.12.1826, а с 24.08.1827 — Императорского генштаба военных поселений.

С 21.09.1828 Генерал-майор.

Участвовал в подавлении Польского восстания 1830—1831 годов и был тяжело ранен 14 мая 1831 года в битве при Остроленке.

Умер от ран 19 мая 1831 года под Остроленкой.

## Награды
- Орден Святой Анны 4-й степени — 1808
- Орден Святой Анны 3-й степени — 1809
- Орден Святой Анны 2-й степени — 9 ноября 1812
- Орден Святого Георгия — 1813
- Медаль «За взятие Парижа» — 1814
- Орден Святого Владимира 3-й степени — 18 декабря 1828